# Корнилов, Виктор Фёдорович
Ви́ктор Фёдорович Корнилов (27 ноября 1941, Сталинград—3 августа 2003, деревня Тушитово Псковской области) — российский кларнетист и музыкальный педагог, артист симфонического оркестра Мариинского театра, дипломант Всероссийского конкурса камерных ансамблей.

## Биография
Виктор Фёдорович Корнилов родился 27 ноября 1941 года в Сталинграде. В 1961 поступил в Ленинградскую консерваторию в класс кларнета к профессору В.И.Генслеру. В 1964-1965 - кларнетист сценического оркестра Ленинградского государственного академического театра оперы и балета им. Кирова, в 1965-1975 солист оркестра Ленинградского театра музыкальной комедии. В 1967 окончил Ленинградскую консерваторию по классу кларнета у В.П.Безрученко.
В том же году в составе Квинтета деревянных духовых инструментов - А.Шацкий (флейта), К.Ладыгин (гобой), В.Корнилов (кларнет), Г.Ермилов (валторна), А.Иршаи (фагот) - был удостоен почётного диплома и звания дипломанта на Всероссийском конкурсе камерных ансамблей в Москве. В 1975-1983 солист оркестра Ленинградского академического театра драмы им. А.С.Пушкина. В 1983-2000 годы — артист симфонического оркестра Мариинского театра, с которым гастролировал в странах Европы, Японии, Канаде и США под управлением таких дирижёров, как Ю.Темирканов, В.Гергиев, В.Федотов  и др.
Выступал как ансамблист в Концертном зале Академической капеллы, Доме композиторов, Малом зале консерватории и Институте театра, музыки и кинематографии.
С 1973 В.Корнилов преподавал в музыкальных школах Ленинграда-Петербурга. Среди его учеников - артисты Мариинского театра А.Гусев и С.Христофис, преподаватель в Германии А.Винокуров.
Виктор Фёдорович Корнилов скончался 3 августа 2003 года на даче в деревне Тушитово Псковской области.

## Награды и звания
- Дипломант Всероссийского конкурса камерных ансамблей (Москва, 1967)